# The Chinese Classics
The Chinese Classics sind eine Sammlung von klassischen chinesischen Texten, die von dem britischen Sinologen und Missionar James Legge im 19. Jahrhundert übersetzt und herausgegeben worden sind.
Es gibt mehrere, voneinander abweichende Ausgaben, die zum Teil auch in der Pagination voneinander abweichen.
Ein moderner Nachdruck wurde von dem berühmten britischen Sinologen Arthur Waley und L.T. Ride herausgegeben und teilweise von Arthur Waley mit Anmerkungen versehen (Mencius).
Es werden die Texte Lunyu, Daxue, Zhongyong, Mencius, Shujing, Shi Jing und Chunqiu mit Zuozhuan abgedruckt und ins Englische übersetzt. 
Über die Qualitäten der Übersetzungen Legges hat sich Arthur Waley an verschiedenen Stellen geäußert. Sie halten der modernen wissenschaftlichen Kritik teilweise nicht stand, sind andererseits aber bis heute auch nicht vollständig durch bessere Übersetzungen abgelöst worden (zum Beispiel das Zuozhuan).

## Aufbau
- The Chinese Classics 
  - Bd. 1 Confucian analects. The great Learning. The Doctrine of the Mean.
  - Bd. 2 The Works of Mencius.
  - Bd. 3 The Shoo King: with minor text correction and a concordance table.
  - Bd. 4 The She King: with minor text corrections and concordance tables.
  - Bd. 5 The Ch'un Ts'ew with the Tso Chuen: with minor text correction and a concordance table.

## Ausgaben
Es gibt viele Ausgaben und Nachdrucke des Werkes, darunter:
- London: Trübner, 1861–1872
- London 1895 2nd. revised edition
- Peking 1941, Wen Tien Ko., Peking reprint.
- Hongkong 1960

Die derzeit maßgebliche Ausgabe ist die aus dem Jahr 1960, die von Arthur Waley und L. T. Ride herausgegeben und ebenfalls mehrfach nachgedruckt wurde.